# Rolf Løvland
Rolf Undsæt Løvland (nacido el 19 de abril de 1955, Kristiansand, Noruega) es un compositor noruego. Junto con Fionnuala Sherry, formó el grupo celta-nórdico Secret Garden, del que es compositor, productor y teclista, con el que ganó el Festival de Eurovisión de 1995 con la canción Nocturne. Es la primera y única vez que una pieza principalmente instrumental ha ganado el Festival de Eurovisión.
Comenzó a componer a una temprana edad (formó una banda a la edad de nueve años). Creció estudiando en el Conservatorio de Música de Kristiansand, después de graduarse en el Instituto Superior de Música de Oslo. Es quizás más reconocido por componer la canción "You Raise Me Up", que según Rolf Løvland en una entrevista con Radio Norge en febrero de 2010, se ha versionado más de 500 veces hasta ahora.
Løvland ha ganado el Festival de Eurovisión en dos ocasiones, con "La det swinge", del dúo pop femenino Bobbysocks en 1985 y "Nocturne" junto a Secret Garden en 1995.
Løvland fue un estudiante de intercambio en Shawnee, Oklahoma mientras estudiaba en la secundaria.